# هيوي ب نيوتن
هيوي بيرسي نيوتن (بالإنجليزية: Huey Percy Newton) (17 فبراير 1942 - 22 أغسطس 1989) ناشط سياسي وحقوقي في مجال المساواة بين السود والبيض في الولايات المتحدة ومؤسس في حزب الفهود السود خاض نضالاً مريراً حتى اتم تعليمه فحاز على درجة الدكتوراة في العلوم الاجتماعية، سجن بتهمة القتل غير العمد واتهم بالتورط بمقتل ضابط شرطة أمريكي، تم اغتياله من قبل ناشط متطرف من أسرة الفدائيين السود علم 1989.

## البدايات والنشأة
ولد نيوتن في مونرو، في ولاية لويزيانا، وكان أصغر سبعة أطفال لأرميرلا جونسون والتر نيوتن، عامل زراعي ووواعظ معمداني، سمي تيمناً بحاكم لويزيانا هيوي لونغ، كانت عائلته فقيرة جداً، تخرج من أوكلاند مدرسة ثانوية فنية في عام 1959، تخرج بدون أن يعرف القراءة والكتابة ولكنه قام بتعليم نفسه وبدأ يقرأ في جمهورية أفلاطون.
عندما كان مراهقا، ألقي القبض عليه عدة مرات بتهمة ارتكاب مخالفات بسيطة بما في ذلك الاعتقال بتهمة حيازة بندقية والتخريب في سن ال 14 .كان نيوتن فكان يعيل نفسه في الكلية عن طريق السطو المنازل في أوكلاند وبيركلي ومناطق هيلز وهي مناطق الأثرياء في الولاية، وارتكب بعض الجرائم الصغيرة الأخرى. كتب نيوتن مرة أنه بدأ دراساته في الحقوق ليصبح أفضل في التعامل مع قضاياه الجنائية، على الرغم من انه قال انه كان «أحمق كبير في ذلك الوقت» بسبب وجود مثل هذه الطموحات الضيقة.

## تأسيس حزب الفهود السود
شارك نيوتن أثناء تواجده كطالب في كلية ميريت في أوكلاند، أصبح نيوتن مشاركاً في العملية السياسية في منطقة خليج سان فرانسيسكو. انضم إلى جمعية الأفرو أمريكية، وأصبح عضوا بارزا في أخوية فاي بيتا سيغما، ولعب دورا في الحصول على أول ملعب للسود في الجامعة وناضل في سبيل تاريخ الأميركيين الأفارقة والتي اعتمدت أخيراً كجزء من المناهج الدراسية في الكلية.
بدأ خلال دراسته قرأة أعمال كارل ماركس، فلاديمير لينين، فرانتز فانون، مالكوم إكس، ماو تسي تونغ، وتشي غيفارا. خلال الفترة التي قضاها في كلية ميريت كان نيوتن وبوبي سيل بدأوا بتشكيل حزب الفهود السود للدفاع عن النفس في أكتوبر 1966. بناء على محادثة عارضة، سيل أصبح رئيس مجلس الحزب وأصبح نيوتن مسئول الدفاع
كان حزب الفهود السود منظمة يسارية الأميركيين الأفارقة يعمل من أجل الحق في الدفاع عن النفس ل الأمريكيين من أصل أفريقي في الولايات المتحدة. حقق حزب تأثير وطنياً ودولياً وشهرة من خلال مشاركته العميقة في حركة القوة السوداء وفي السياسة في الستينات والسبعينات وكان تأثير الفكر الماوي واضحاً وخصوصاً أن ماو تسي تونغ أشار في الكثير من مقابلاته ومقالاته الحديث عن حقوق المواطنين السود في الولايات المتحدة وحول عنصرية الرأسمالية، وانتشر الكتاب الأحمر بين طلبة جامعات سان فرانسيسكو فكان يرفعه الطلبة في المظاهرات والحلقات الدراسية ويقرأونه علنياً على غرار الثورة الثقافية الصينية.
كان نيوتن شيوعياً يتبنى الأفكار الثورية لماوتسي تونغ وتشي جيفارا ولكنه لم يقم بتأسيس حزب شيوعي ماوي يسبب مرونة الفكر الماوي في ما يخص إنشاء الحالة الثورية الخاصة بكل بلد ومجتمع ولأن تنظيم الفهود السود كان مخصصاً للحقوق الشعبية والوطنية للمواطنين السود
كانت الأهداف السياسية للحزب بسيطة بالمقارنة مع البرامج الحزبية الأخرى، بما في ذلك تحسين المساكن، والوظائف، وحق التعليم للأميركيين الأفارقة، وقد تم توثيق في برنامج من عشر نقاط. يعتقد الفريق أن العنف - أو التهديد به - قد تكون هناك حاجة لإحداث التغيير الاجتماعي، وجعلوا بعض الأحيان نشر بيان صحفي مع استعراض للقوة، كما فعلوا عندما دخلوا المجلس التشريعي ولاية كاليفورنيا مسلحين بالكامل للاحتجاج على مشروع قانون بندقية
نيوتن اعتمد ما سماه " النزعة الإنسانية الثورية ". وقال انه كتب على الرغم من أنه زار في وقت سابق جماعة أمة الإسلام أن المساجد "لقد لديها ما يكفي من الدين ولا يمكن أن أحمل نفسي على اعتماد واحد آخر. أنا في حاجة إلى فهم أكثر واقعية من لم الأوضاع الاجتماعية. المراجع إلى الله أو الله لا يروي العطش الشديد لدي للحصول على اجابات.
بالرغم من أنه كان ملحداً في كثير من تصريحاته إلا انه لم يجاهر بذلك وتزوج زواجاً كنسياً
بدأ نيوتن يتردد على صالات البلياردو، الجامعات، والحانات وغيرها من المواقع العميقة في المجتمع الأسود حيث تجمع الناس، لتنظيم وتجنيد الفهود. كتب نيوتن في سيرته الذاتية، «حاولت أن نحول العديد من ما يسمى أنشطة إجرامية يجري في الشارع إلى شيء سياسي، على الرغم من أن هذا كان يجب أن يتم تدريجيا.» حاول توجيه هذه «الأنشطة اليومية من أجل البقاء» في إجراءات مهمة المجتمع.
بدأ نيوتن والفهود السود عددا من البرامج الاجتماعية في أوكلاند، بما في ذلك تأسيس مدرسة اوكلاند، التي وفرت التعليم رفيع المستوى إلى 150 طفلا من الأحياء الفقيرة. وشملت برامج الفهود الأخرى إفطار مجاني للأطفال والتعاون مع بعض الجهات التي عرضت الرقصات للمراهقين وقدمت التدريب في فنون الدفاع عن النفس. وفقا ل مقاطعة أوكلاند المشرف جون جورج: «هيوي يتغلغل بين أنواع العصابات في الشوارع ويمنحهم الوعي الاجتماعي»
في عام 1982، اتهم نيوتن باختلاس 600,000 دولار من المساعدات الحكومية إلى مدرسة الفهد التي أسسها الحزب في أوكلاند. في أعقاب اتهامات الاختلاس، قام نيوتن بحل حزب الفهود السود. بعد ست سنوات، أسقطت التهم اختلاس مارس 1989.

## اغتيال نيوتن
توترت العلاقات بين نيوتن والفصائل السوداء في اسرة الفدائيين السود بعد اتهامه بقتل أحد قيادات الحزب الكثير من أعضاء الفهود السود تحولوا إلى منظمة عائلة الفدائيين السود (BGF) في 22 أغسطس 1989، تم إطلاق النار نيوتن في غرب أوكلاند من قبل عضو BGF البالغ من العمر 24 سنة وتاجر المخدرات تيرون روبنسون
وقال روبنسون أن نيوتن سحب مسدساً عليه عندما التقى الاثنان في زاوية شارع في الحي، ولكن الشرطة لم تجد أي دليل على أن نيوتن كان مسلحا. وحدثت جريمة القتل في حي حيث نيوتن، وزيرا للدفاع للفهود السود، ومؤسساً لبرامج اجتماعية ساعدت الأميركيين الأفارقة المعدمين، مثل إطعام الفقراء وصغار الأطفال في المجتمع قبل توجيههم إلى المدرسة.
الكلمات الأخيرة نيوتن، بينما كان يقف أمام قاتله كانت، «أنت يمكن أن تقتل جسدي، ويمكنك أن تأخذ حياتي ولكنك لا يمكن أبدا قتل نفسي. سوف روحي تعيش إلى الأبد !» ثم كان إطلاق النار مرتين في وجهه.

## روابط خارجية
- هيوي ب نيوتن على موقع الموسوعة البريطانية (الإنجليزية)
- هيوي ب نيوتن على موقع مونزينجر (الألمانية)
- هيوي ب نيوتن على موقع ميوزك برينز (الإنجليزية)
- هيوي ب نيوتن على موقع إن إن دي بي (الإنجليزية)